# Élection présidentielle turque de 2023
L'élection présidentielle turque de 2023 a lieu les 14 et 28 mai 2023, afin d'élire le président de la république de Turquie pour un mandat de cinq ans. Le premier tour coïncide avec les élections législatives qui, selon un système de représentation proportionnelle, ont lieu en un seul tour de scrutin.
Le président sortant Recep Tayyip Erdoğan est candidat à sa réélection. La quasi-totalité de l'opposition se réunit quant à elle derrière la candidature de Kemal Kılıçdaroğlu.
Les deux adversaires se qualifient pour le second tour, Erdoğan manquant de peu la majorité absolue permettant une élection dès le premier tour. Arrivé troisième, l'ultranationaliste Sinan Oğan, en position de faiseur de rois, appelle à voter pour Erdoğan dans l'entre-deux-tours.
Vainqueur du second tour, Recep Tayyip Erdoğan remporte un troisième mandat consécutif.

## Contexte

### Gouvernement de Recep Tayyip Erdoğan

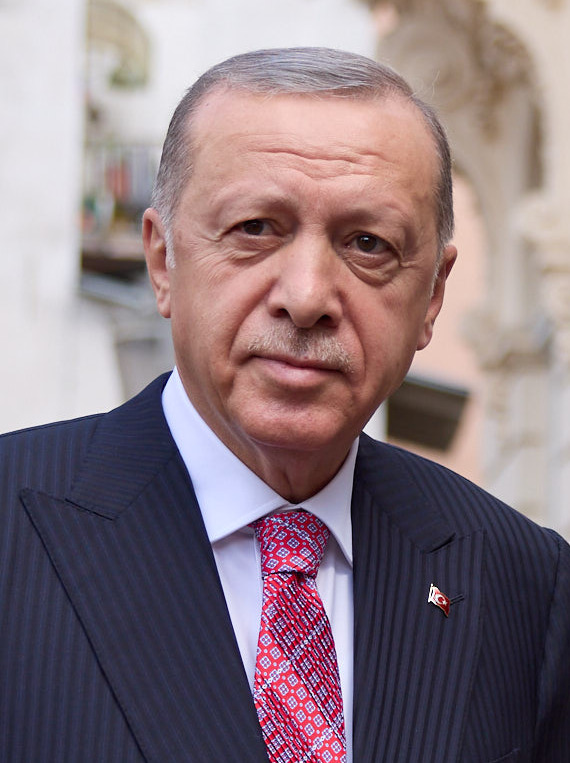
Recep Tayyip Erdoğan.

L'élection présidentielle de juin 2018 marque la transition du pays d'un régime parlementaire à un régime présidentiel en application de la réforme constitutionnelle approuvée par 51 % des suffrages lors du référendum constitutionnel de 2017 sous l'impulsion du président de la république Recep Tayyip Erdoğan. Le président est depuis à la fois chef de l'État et chef de gouvernement, les fonctions de Premier ministre ayant été supprimées. L'élection de 2018 voit la victoire du président sortant, qui occupe alors ce poste depuis l'élection présidentielle de 2014 — la première de l'histoire de la Turquie à avoir lieu au suffrage universel direct — après onze années passées au poste de Premier ministre.
En parallèle de la victoire d'Erdoğan, sa formation politique, le Parti de la justice et du développement (AKP), perd sa majorité absolue à la Grande Assemblée nationale de Turquie pour la première fois depuis les élections de juin 2015. Devenu minoritaire, le gouvernement est ainsi contraint de s'appuyer sur le soutien sans participation du Parti d'action nationaliste (MHP) de Devlet Bahçeli. Ce dernier s'oppose notamment aux appels à organiser des élections anticipées, allant jusqu'à s'y engager par écrit. Le dirigeant du MHP fait également part de son intention de conserver l'alliance en vigueur avec l'AKP, avec Erdoğan pour candidat conjoint à la présidence.
Le gouvernement de Recep Tayyip Erdoğan continue d'exercer une forte pression sur le Parti démocratique des peuples (HDP), parti d'opposition représentant la minorité kurde. Les deux coprésidents du HDP, Selahattin Demirtaş et Figen Yüksekdağ ainsi qu'une dizaine de députés HDP et plus de 6 000 membres du parti sont emprisonnés, tandis que près de 15 000 autres adhérents font l’objet d’une procédure judiciaire. La quasi-totalité des 65 maires élus dans les régions kurdes ont été destitués et remplacés par des administrateurs nommés par le pouvoir ; une vingtaine d’entre eux ont également été condamnés à des peines de prison ferme. En juin 2021, une action judiciaire est lancée par le procureur général de Turquie contre le HDP qui menace d'interdiction le parti, par ailleurs privé d'aides publiques et dont le verdict pourrait être annoncé avant la présidentielle,. Une vague d'arrestation à l'encontre de membres et soutiens présumés du Parti des travailleurs du Kurdistan intervient trois semaines avant le scrutin.

### Troisième candidature contestée
La Constitution limitant à deux le nombre de mandats présidentiels, Erdoğan n'est théoriquement pas éligible pour un troisième mandat. La Constitution ne permet un troisième mandat que dans le cas d'un second mandat raccourci par la convocation anticipée des élections (et non pas du premier mandat, qu'Erdoğan a écourté de près d'un an et demi), votée à la majorité des trois cinquièmes des parlementaires, soit 360 sur 600.
Si les élections sont finalement convoquées un mois plus tôt qu'initialement prévu, le chef de l’État présente ce décalage comme un simple « ajustement d'ordre administratif » justifié par un « calendrier chargé », le mois de juin étant celui des examens universitaires. La légalité de sa candidature est par conséquent remise en question,. Ses partisans avancent quant à eux l'argument d'une « remise à zéro » du compteur des mandats lors de la révision constitutionnelle de 2017.

### Séismes de février 2023

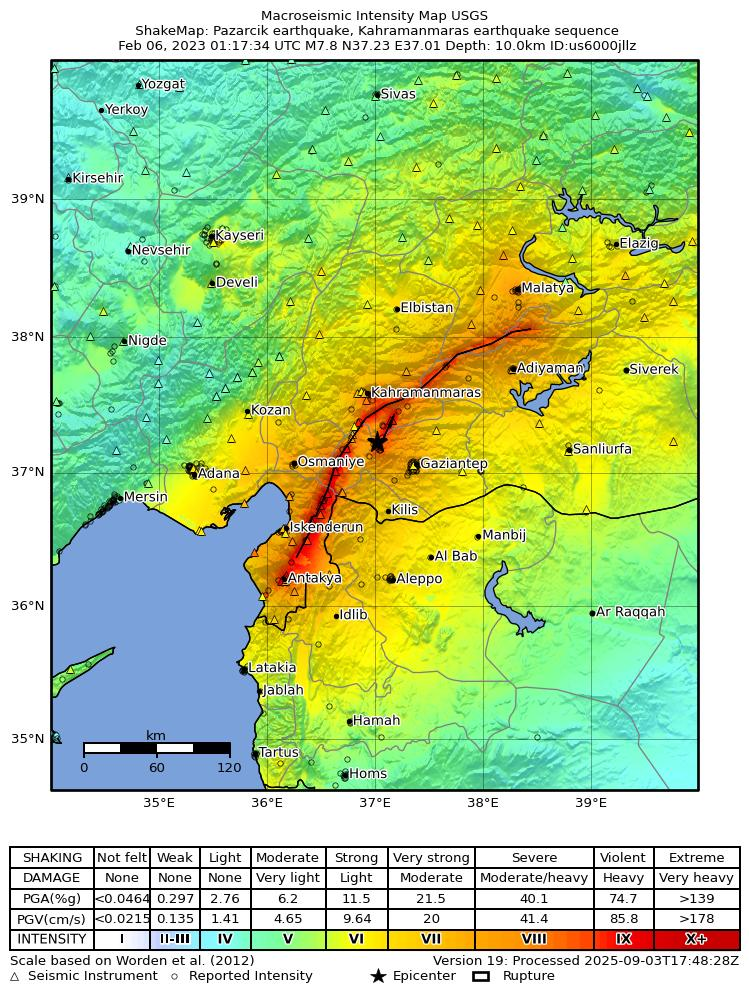
Carte de l'intensité du séisme en Turquie et en Syrie.

Le pays est durement touché début février 2023 par une série de violents séismes qui font plusieurs dizaines de milliers de morts et de blessés. Le président Erdoğan fait l'objet de critiques à cette occasion, ayant rencontré ou appelé au téléphone les maires des communes touchées membres de l'AKP, mais refusé de le faire pour ceux du CHP. Le gouvernement fait surtout preuve d'un manque de réaction dans la gestion immédiate des zones sinistrées, en tardant à faire appel à l'armée alors même qu'une large partie des populations concernées se trouvent ensevelies sous les décombres de leurs habitations par des températures en dessous de zéro, aggravant le nombre de victimes dans les jours qui suivent. L'évènement est rapidement comparé au  séisme de 1999 à Izmit, qui avait vu 18 000 militaires déployés en 48 heures et avait été l'une des causes de la victoire de l'AKP aux élections législatives de 1999, portant pour la première fois Erdogan au pouvoir. Celui-ci finit le 27 février par « demander pardon » pour cette lenteur dans le déploiement des secours,.
Cette catastrophe humaine et matérielle fait plus de 50 000 morts et près de 32 milliards d'euros de dégâts en Turquie selon une estimation de la Banque mondiale,. La non-application des normes antisismiques lors de la construction des bâtiments de cette région — pourtant située sur la jonction triple de Karliova — est vivement critiquée, d'autant plus que plusieurs taxes spéciales sur les transactions immobilières et les jeux d'argent mises en place après le séisme d'Ismit sont censées alimenter depuis vingt ans un fond de prévention pour un total cumulé de 100 milliards de livre turque, soit environ 5 milliards d'euros. Face à la colère populaire, le gouvernement multiplie les enquêtes et mises en accusations de promoteurs immobiliers,
Si l'impact du séisme sur la campagne électorale fait un temps redouter au président Erdoğan une sévère perte de popularité, celle-ci n'est finalement que peu impactée début mars. Le gouvernement parvient en effet à convaincre ses électeurs qu'il est le plus à même de mettre en œuvre la reconstruction post-séisme, se donnant ainsi l'image de celui capable de « soigner les blessures » du pays,,. Le 10 mars, Erdoğan fixe officiellement l'élection présidentielle et les législatives au 14 mai 2023, invoquant la collision avec le calendrier des examens universitaires, des vacances et du pèlerinage du Hajj pour avancer d'un mois ces scrutins, initialement prévus le 18 juin,,. Le choix du 14 mai revêt par ailleurs une portée symbolique, cette date marquant le soixante dixième anniversaire des élections de 1950, qui mettent fin à plusieurs décennies de quasi-régime à parti unique du Parti républicain du peuple.

## Système électoral
Le président de la Turquie est élu au scrutin uninominal majoritaire à deux tours pour un mandat de cinq ans renouvelable une seule fois. Pour être élu au premier tour, un candidat doit recueillir la majorité absolue des suffrages exprimés. À défaut, un second tour est organisé entre les deux candidats arrivés en tête au premier tour, et le vainqueur est déclaré élu.
Les candidats à la présidence doivent être âgés d'au moins 40 ans et avoir terminé leurs études supérieures. Tout parti politique qui a remporté au moins 5 % des voix lors des précédentes élections législatives peut présenter un candidat, bien que les partis qui n'ont pas atteint ce seuil puissent former des alliances et présenter des candidats communs tant que leur part totale des voix dépasse 5 %. Les candidats indépendants peuvent se présenter s'ils recueillent 100 000 signatures de soutien parmi les individus inscrits sur les listes électorales.

## Campagne

### Recep Tayyip Erdoğan

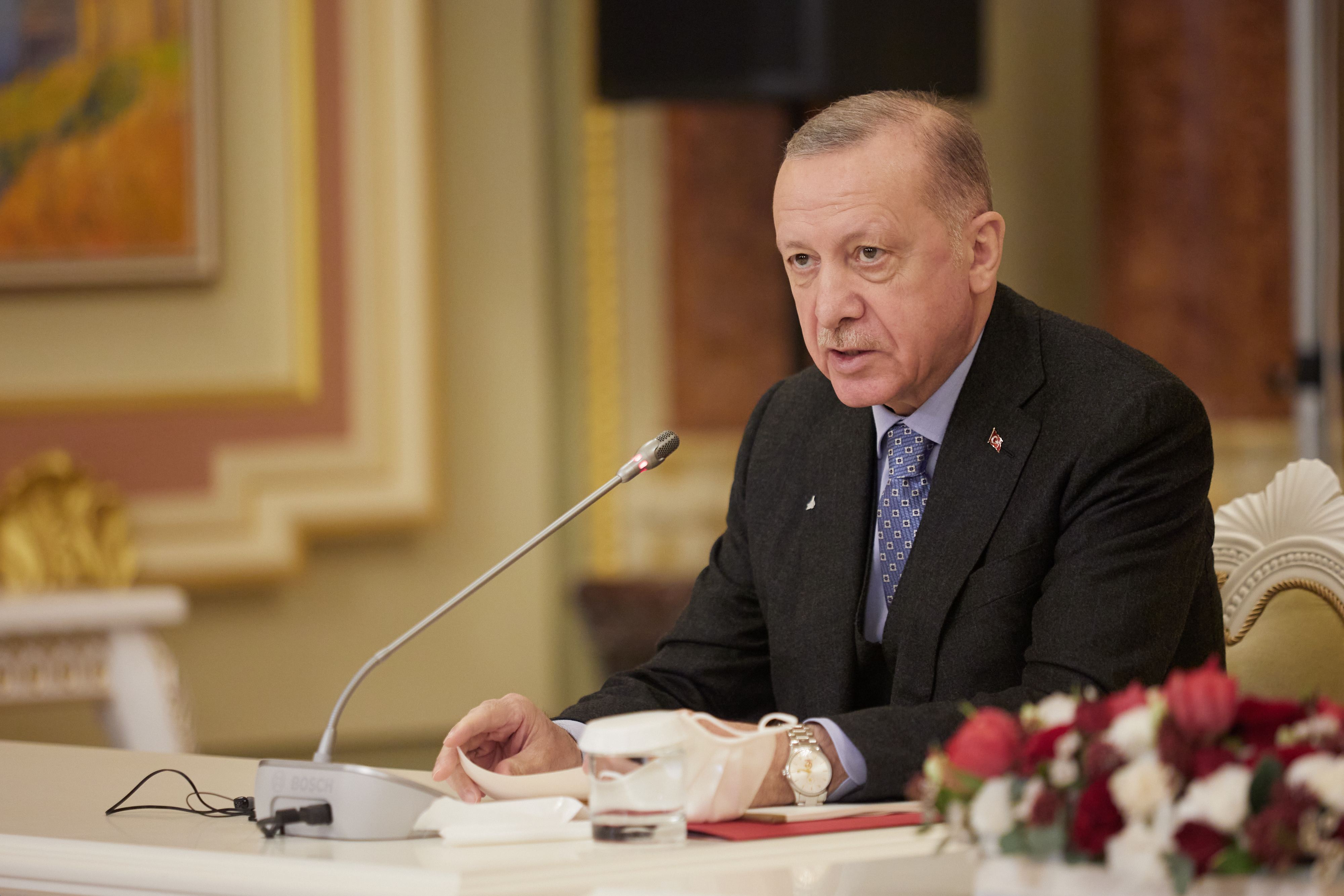
Recep Tayyip Erdoğan en visite en Ukraine quelques semaines avant son invasion par la Russie.

Outre le soutien du Parti de la justice et du développement, Recep Tayyip Erdoğan bénéficie également de celui de ses alliés, le Parti d'action nationaliste (MHP) et le Parti de la grande unité (BBP), réunis au sein de l'Alliance populaire.
Le président sortant fait campagne sur ses grands projets industriels, énergétiques et militaires qu'il met en avant pour exalter l'image de la souveraineté nationale auprès de l'électorat nationaliste. Après avoir inauguré en avril le TCG Anadolu (L400), premier porte-aéronefs et nouveau vaisseau amiral de la marine turque, il visite le salon de l'armement Teknofest où il met en valeur l'industrie militaire turque, dont le drone armé Baykar Bayraktar TB2 utilisé à grande échelle par l'Ukraine lors de la guerre russo-ukrainienne. Mis en difficulté par la situation économique, il annonce le 9 mai une augmentation de 45 % du salaire de plus de 700 000 fonctionnaires en fixant le salaire minimum dans le public à 15 000 livres turques. Il promet dans la foulée une augmentation des salaires des fonctionnaires restants ainsi que des pensions de ceux à la retraite.
Surtout, Erdogan mène en parallèle une virulente campagne à l'encontre de l'opposition. Il accuse ainsi cette dernière d'être « LGBTiste », tout en attisant à de nombreuses reprises l'homophobie de la population turque en qualifiant les homosexuels de termes tels que « déviants » lors de ses déplacements. En visite à Izmir, il déclare ainsi qu'« Aucun LGBT ne peut être le produit de cette nation ! ». Le président prend également pour cible la religion alévite de son principal opposant, Kemal Kılıçdaroğlu. Historiquement marginalisée par les gouvernements successifs, cette dernière est encore partagée par environ 15 % de la population turque. Alimentant le rejet quasi viscéral de cette minorité religieuse par les milieux islamistes sunnites, Erdogan insinue à plusieurs reprises que son opposant n'est pas un vrai musulman, allant jusqu'à utiliser à l'encontre des alévis le terme « tür », qui s'applique généralement aux animaux plutôt qu’aux êtres humains. Enfin, il met en exergue les origines kurdes de Kılıçdaroğlu, qu'il accuse de « prendre ses ordres » auprès du Parti des travailleurs du Kurdistan (PKK) après le ralliement du Parti démocratique des peuples (HDP) et du Parti de la gauche verte (YSP) à sa candidature. Une nouvelle opération anti terroriste menée le 25 avril est ainsi utilisée par le président sortant pour créer un amalgame entre l'opposition et le terrorisme. Le 30 avril, Recep Tayyip Erdoğan revendique par ailleurs la mort du chef de l'État islamique Abou al-Hussein al-Husseini al-Qourachi lors d'une opération menée par les services de renseignement turcs et la police militaire syrienne. Cette opération aurait eu lieu à Jandairis (en), près d'Afrine, dans la nuit du 29 au 30 avril.
L'électorat de la diaspora, fortement présente en Allemagne, est à nouveau à la fois courtisé et intimidé par les relais du pouvoir. Ses membres, qui votent du 27 avril au 9 mai, représentent environ trois millions d'électeurs, un nombre susceptible de faire pencher la balance dans un scrutin jugé très serré,,.

### Kemal Kılıçdaroğlu

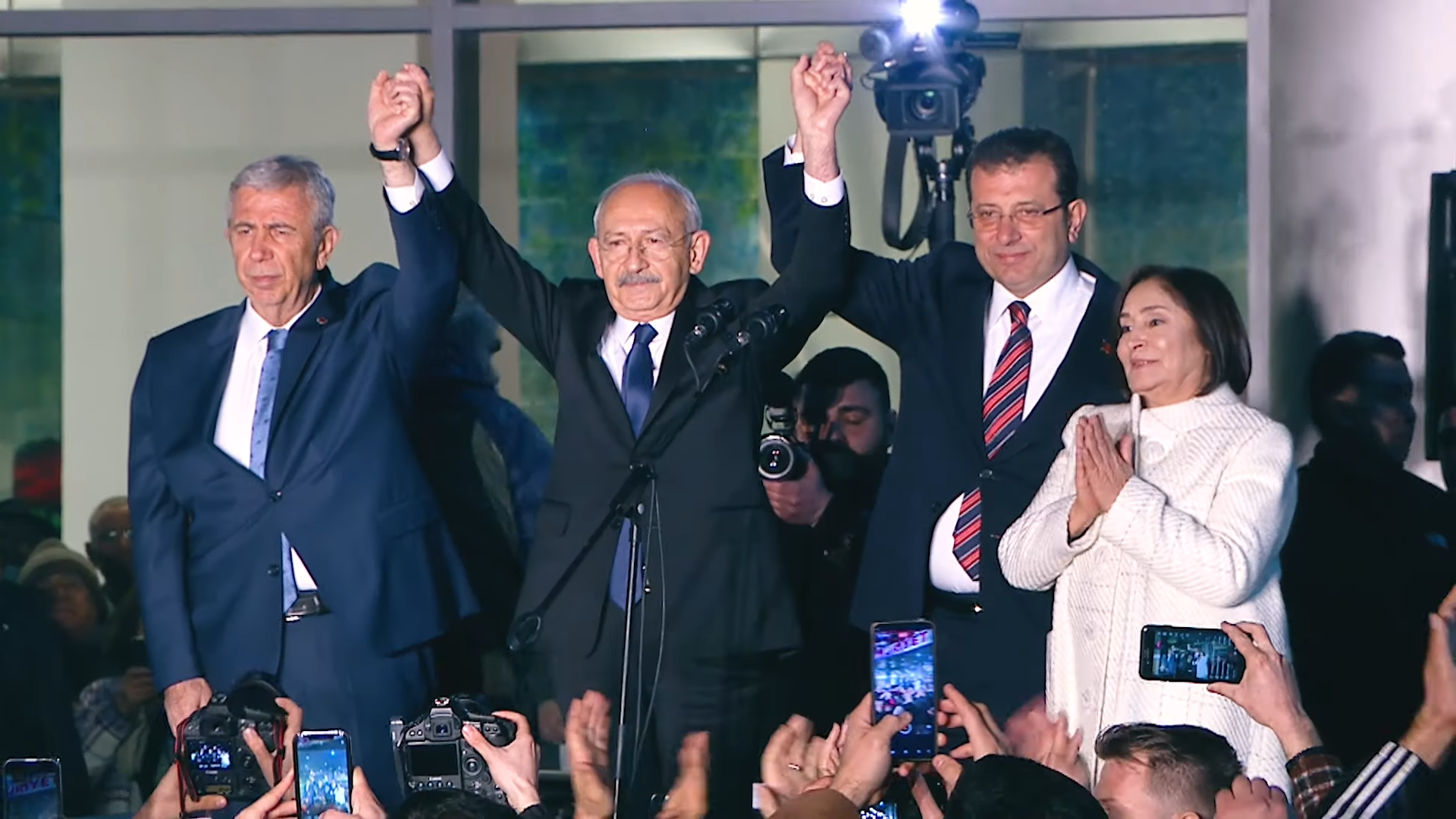
Kemal Kılıçdaroğlu présentant Ekrem İmamoğlu et Mansur Yavaş comme candidats vice-présidentiels.

Présentant un front unifié depuis plusieurs années, l'opposition se réunit quant à elle sous la bannière de l'Alliance de la nation, composée du Parti républicain du peuple (CHP), du Bon Parti (IYI), du Parti de la félicité (SP), du Parti démocrate (DP), du Parti de l’avenir (GP) et du parti de la Démocratie et du Progrès (DEVA), ce qui lui vaut le nom officieux de « Table des six ». Bien que réunissant des partis aux vues politiques divergentes, la coalition rassemble sur son opposition au président sortant, son programme se basant essentiellement sur un retour au régime parlementaire en vigueur avant 2018. Avant même sa désignation, son candidat à la présidence est ainsi ouvertement présenté comme ayant pour principale fonction de mettre en œuvre une telle révision constitutionnelle qui ramènerait sa fonction à celle d'un président essentiellement honorifique doté d'un mandat unique de sept ans, le pouvoir exécutif devant à nouveau être assumé par un Premier ministre choisi par le parlement,,. Par ailleurs, pour s'assurer le vote conservateur, il propose d'inscrire dans la loi l'autorisation du port du hidjab à l'université et dans la fonction publique, tandis que ses détracteurs lui reprochent son appartenance à l'alévisme, une branche de l'islam chiite

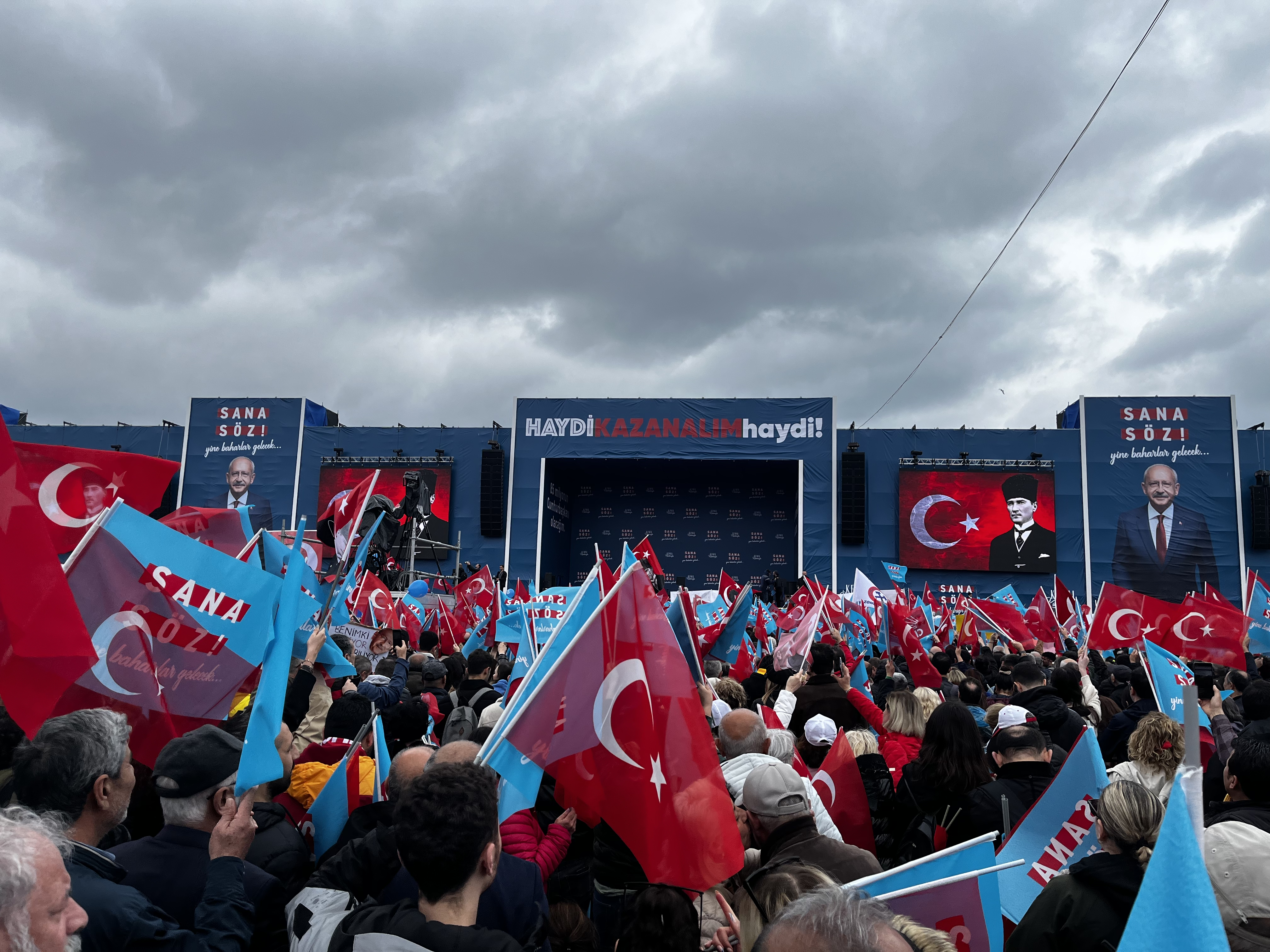
Meeting de campagne de Kemal Kılıçdaroğlu le 6 mai à Istanbul.

S'il unifie la quasi totalité de l'opposition, ce but affiché a pour conséquence de rendre difficile la recherche d'un candidat faisant à la fois consensus entre les principaux partis, doté de suffisamment de charisme pour battre campagne, et de suffisamment peu d'ambition pour accepter un poste qui le priverait à court terme de tout pouvoir. Les candidatures d'Ekrem İmamoğlu et Mansur Yavaş respectivement maires CHP d'Istanbul et d'Ankara, sont ainsi mises en avant, mais déclinées par les deux intéressés, dont la popularité et l'ascension rapide laissent espérer de meilleures positions à moyen terme. La coalition se rabat finalement sur la candidature du dirigeant du CHP, Kemal Kılıçdaroğlu, annoncée début mars. Âgé de 74 ans, cet économiste de formation est alors jugé peu charismatique et réputé « avoir perdu presque toutes ses élections », son seul réel succès politique ayant été la conduite d'une très populaire « marche pour la justice » d'Ankara à Istanbul pour protester contre la répression politique et journalistique ayant suivi la tentative de coup d'État de 2016. Jugée perdante, la candidature de Kılıçdaroğlu suscite une vive opposition de la part de la dirigeante de l'IYI, Meral Akşener, qui va jusqu'à annoncer son retrait de l'Alliance de la nation. Après trois jours de négociations, Akşener finit cependant par accepter la candidature commune de Kılıçdaroğlu en échange de la nomination future aux postes de vice-présidents d'İmamoğlu et de Yavaş ainsi que des chefs des autres partis de l'Alliance, chargés d'assurer la transition vers un régime parlementaire. Ces tergiversations émaillées de luttes internes au cours des mois précédant le scrutin font craindre une perte de crédibilité de l'Alliance et la chute de son candidat dans les sondages,,. Comme celui du gouvernement sortant, l'électorat de l'opposition se révèle néanmoins très stable, et porte rapidement Kemal Kılıçdaroğlu en tête des sondages,.
Le 22 mars 2023, l'Alliance du travail et de la liberté, fondée autour du prokurde Parti démocratique des peuples (HDP), annonce ne pas présenter de candidat à l'élection présidentielle dans un soutien implicite à Kemal Kılıçdaroğlu afin de maximiser ses chances de battre Recep Tayyip Erdoğan. L'alliance officialise ce soutien le 28 avril suivant, appelant ses électeurs à voter pour Kılıçdaroğlu dans un communiqué,.

### Autres candidats

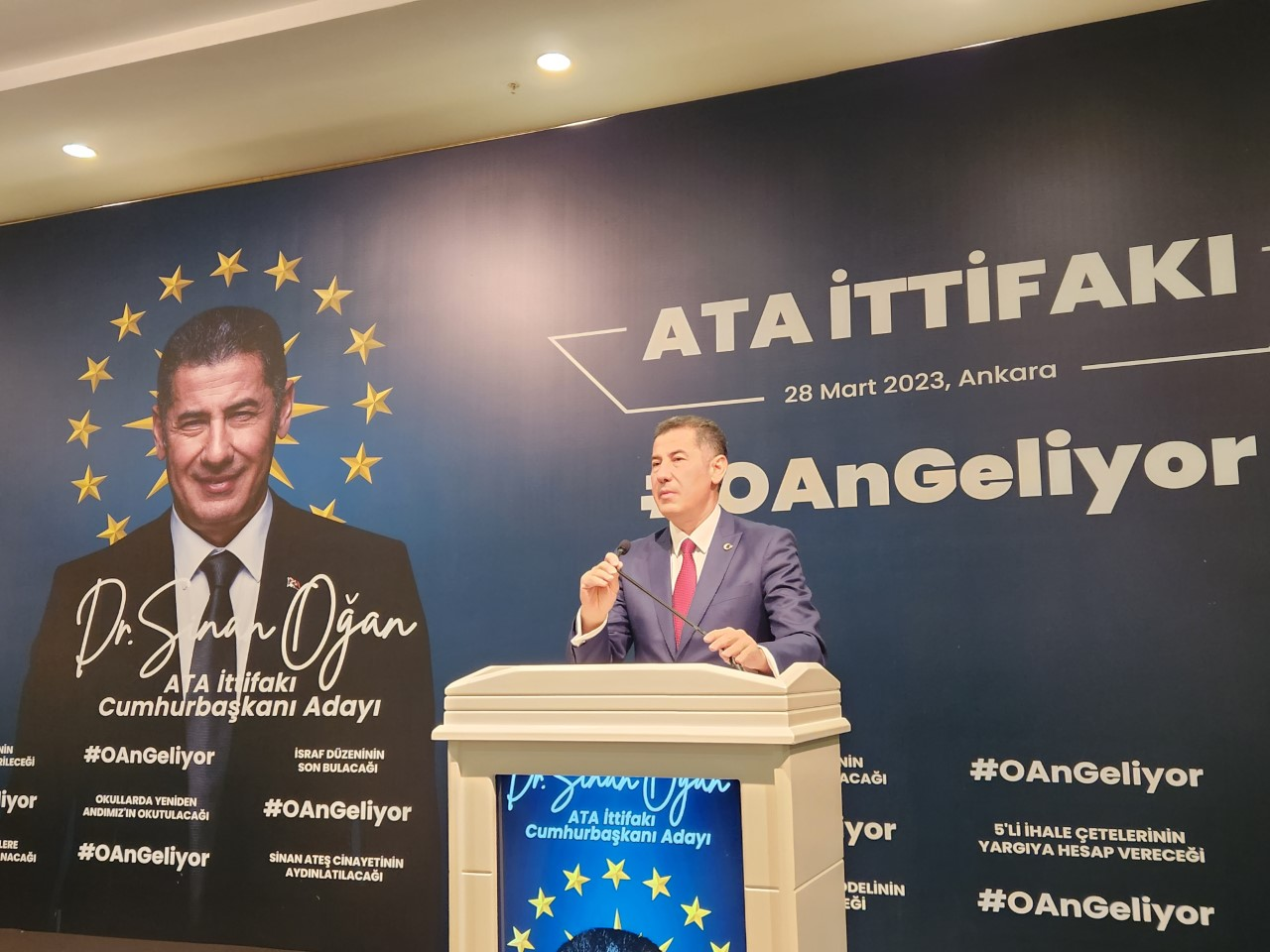
Lancement par Sinan Oğan de sa campagne pour la présidence.

Muharrem İnce du Parti de la mère patrie (MP) et Sinan Oğan, indépendant soutenu par l'Alliance ancestrale (ATA) composée du Parti de la Victoire (Zafer Partisi) et du Parti de la Justice (Adalet Partisi), présentent également leur candidatures. Ne disposant pas du soutien de vingt députés, ils parviennent à valider leur candidature via la collecte de plus de 100 000 signatures chacun du 22 au 27 mars. À quatre jours du premier tour de l'élection, Muharrem İnce annonce le retrait de sa candidature. Cette annonce fait notamment suite à la démission de plusieurs cadres de son parti, craignant que cette candidature n'empêche l'élection de l'opposant Kemal Kiliçdaroglu, ainsi qu'à des rumeurs de divulgation d'une sextape, qu'il dénonce comme ayant été fabriquée en deepfake. Son retrait intervient après la fin du vote par correspondance de la diaspora, et après l'impression des bulletins de vote, sur lesquels il figure donc malgré tout,.
Le 22 mai 2023, Sinan Oğan apporte son soutien à la candidature de Recep Tayyip Erdoğan. A l'issue des négociations de l'entre-deux tours, il met en avant un accord sur la lutte contre le terrorisme, le durcissement de la ligne sur l'immigration, ainsi que le renforcement des institutions.

### Violences
Le gouvernement encourage et alimente directement les appels à la violence envers l'opposition, accusée de chercher à renverser Erdogan en s'associant aux « terroristes », aux « séparatistes » et aux « putschistes ». Ce discours est notamment exacerbé par Devlet Bahçeli. Le dirigeant du Parti d'action nationaliste et principal allié d'Erdogan va ainsi jusqu'à déclarer à propos des membres de l'Alliance de la nation qu'« Une fin douloureuse les attend le 14 mai. Ces traîtres recevront soit une peine de prison à perpétuité, soit des balles dans le corps ! ». Cette ambiance délétère conduit à de nombreux incidents. Les menaces et violences physiques à l'encontre des équipes de campagne se multiplient. Kiliçdaroglu et Imamoglu échappent eux-mêmes à plusieurs reprises à des caillassages et tentatives de lynchages, tandis que le siège du CHP à Istanbul est la cible de tirs d'armes à feu.

### Premier tour

Moyenne lissée des sondages depuis le début de la campagne électorale

### Second tour

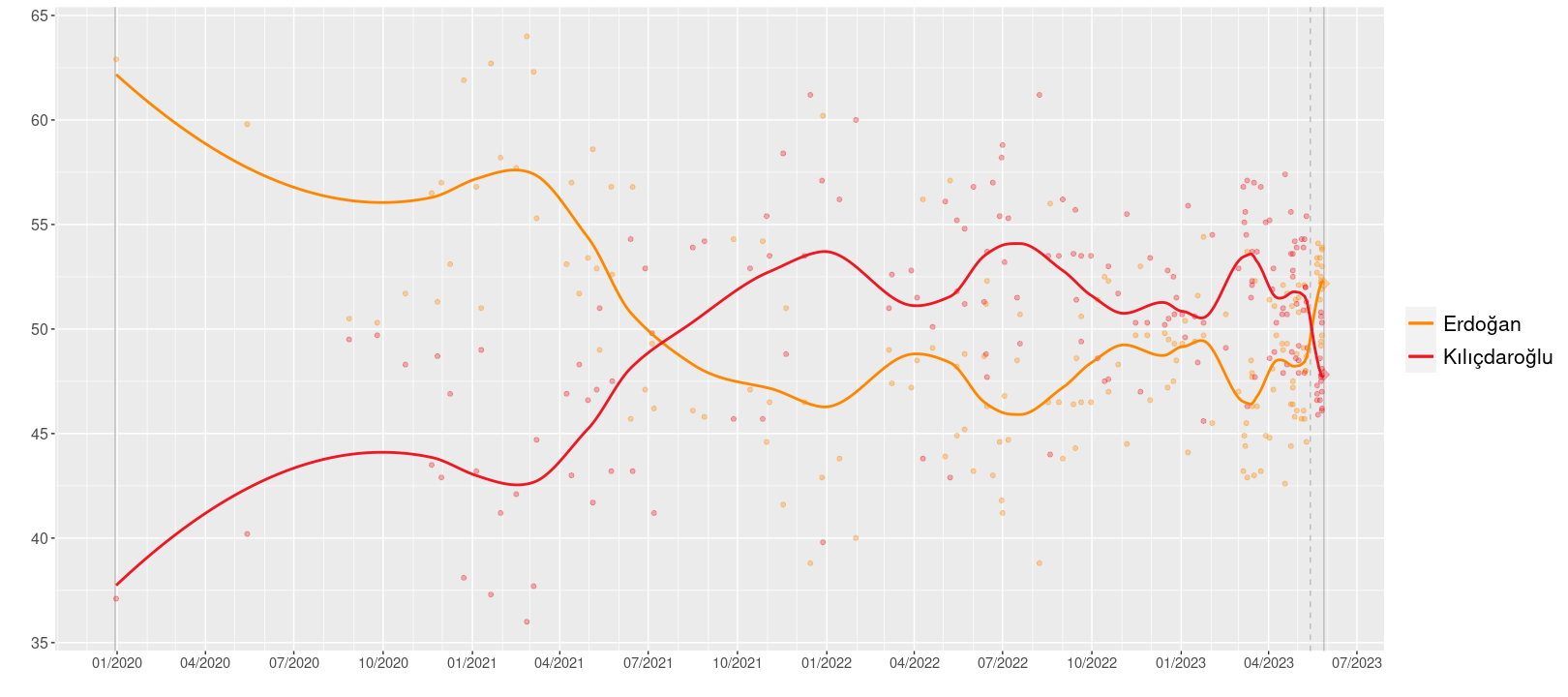
Moyenne lissée des sondages en vue du second tour depuis janvier 2020

## Résultats
|                          | Recep Tayyip Erdoğan     | AKP                      | 27 133 849 | 49,52 | 27 834 692 | 52,18 |  |  |  |
|                          | Kemal Kılıçdaroğlu       | CHP                      | 24 595 178 | 44,88 | 25 504 552 | 47,82 |  |  |  |
|                          | Sinan Oğan               | SE                       | 2 831 239  | 5,17  |            |       |  |  |  |
|                          | Muharrem İnce            | M (en)                   | 235 783    | 0,43  |            |       |  |  |  |
|                          |                          |                          |            |       |            |       |  |  |  |
| Votes valides            | Votes valides            | Votes valides            | 54 796 049 | 98,14 | 53 339 244 | 98,73 |  |  |  |
| Votes blancs et nuls     | Votes blancs et nuls     | Votes blancs et nuls     | 1 037 104  | 1.86  | 684 372    | 1,27  |  |  |  |
| Total                    | Total                    | Total                    | 55 833 153 | 100   | 54 023 616 | 100   |  |  |  |
| Abstention               | Abstention               | Abstention               | 8 312 351  | 12,96 | 10 173 803 | 15,85 |  |  |  |
| Inscrits / participation | Inscrits / participation | Inscrits / participation | 64 145 504 | 87,04 | 64 197 419 | 84,15 |  |  |  |

## Analyse
Le premier tour connaît une participation record, tandis que le dépouillement donne lieu à une bataille de chiffres entre les partisans d'Erdoğan et ceux de Kılıçdaroğlu, les résultats préliminaires donnant initialement une victoire du président sortant au premier tour. Celui-ci obtient finalement un peu moins de la majorité absolue, conduisant ainsi à un ballottage avec Kiliçdaroglu,.
Les élections législatives organisées en parallèle voient la victoire de l'Alliance populaire, qui conserve sa majorité absolue des sièges malgré un léger recul. Le second tour doit par conséquent conduire soit à la reconduite du président sortant avec sa majorité, soit à la victoire du candidat de l'opposition, alors placé en situation de cohabitation.
Le 22 mai 2023, Sinan Oğan, arrivé troisième, annonce son soutien pour le président sortant. Il justifie sa décision par la nécessité d'avoir un parlement de la même couleur politique que le président afin d'assurer la stabilité du pays, ainsi que par les positions d'Erdoğan concernant la lutte contre le terrorisme. Sa décision provoque une scission avec ses soutiens de la Coalition ancestrale, le dirigeant de cette dernière, Ümit Özdağ, appelant à voter Kılıçdaroğlu.
Erdoğan remporte plus de 52 % des voix au second tour, ce qui lui assure ainsi un troisième mandat consécutif. Sa victoire donne lieu à des scènes de liesses de ses partisans dans de nombreuses villes, dont Istanbul,. Kılıçdaroğlu reconnaît rapidement sa défaite. Rejetant les appels à sa démission de la direction du Parti républicain du peuple, il se déclare « profondément triste face aux difficultés qui attendent le pays », appelle la population « à ne pas hésiter à défendre la démocratie » et critique notamment la présence massive de réfugiés dans le pays, accusés d'avoir fait pencher la balance en faveur d'Erdogan, en commentant que les « Turcs sont devenus des citoyens de seconde zone ». Il est rejoint dans ce point de vue par Ümit Özdağ, qui accuse ouvertement le président sortant de devoir sa victoire au vote des étrangers,,,.
La reconduite du président turc pour un troisième mandat est froidement accueillie par les marchés financiers, très critiques envers sa politique monétaire, jugée « brouillonne ». La livre turque décroche ainsi dans les jours qui suivent pour atteindre le 30 mai la valeur la plus basse de son histoire,.